# Amok (court métrage)
Pour les articles homonymes, voir Amok.
Pour plus de détails, voir Fiche technique et Distribution.
Amok est un film d'animation de court métrage hongro-roumain réalisé par Balázs Turai, sorti en 2022.

## Fiche technique
- Titre anglais : Amok
- Réalisation : Balázs Turai
- Scénario : Balázs Turai
- Animation :
- Musique :
- Son :
- Production : Gábor Osváth et Helga Fodorean
- Sociétés de production : Boddah et Safe Frame
- Sociétés de distribution :
- Pays de production :  Hongrie et  Roumanie
- Langue originale : sans dialogue
- Format : couleur
- Genre : animation
- Durée : 14 minutes
- Date de sortie :
  - France : 13 juin 2022 (Annecy)

## Distinctions
- 2022 : Cristal du court métrage du festival international du film d'animation d'Annecy